# Dreno aberto
Dreno aberto é um dos muitos tipos de padrões de entrada/saída usados em projetos digitais.